# Mieczysław Makary Smorawinski
Mieczysław Makary Smorawinski, poljski general, * 1893, † 1940.